# Stara Wieś (Piaski)
Stara Wieś – część wsi Piaski w Polsce położona w województwie łódzkim, w powiecie łowickim, w gminie Nieborów.
W latach 1975–1998 Stara Wieś administracyjnie należała do województwa skierniewickiego.